# Spilosoma carbonis
Spilosoma carbonis är en fjärilsart som beskrevs av Frey 1854. Spilosoma carbonis ingår i släktet Spilosoma och familjen björnspinnare. Inga underarter finns listade i Catalogue of Life.